# Ян Чжэнъу
Ян Чжэнъу (кит. 杨正午; род. январь 1941, Луншань, Хунань) — китайский политический и государственный деятель.
Секретарь (глава) партийного комитета КПК провинции Хунань (1998—2005), председатель Постоянного комитета Собрания народных представителей провинции Хунань (1999—2006), губернатор Хунани (1995—1998), секретарь парткома КПК Сянси-Туцзя-Мяоского автономного округа (1983—1990).
Кандидат в члены ЦК КПК 12-го созыва, член Центрального комитета Компартии Китая с 13 по 16-й созывы.

## Биография
Родился в январе 1941 года в уезде Луншань, провинция Хунань. По национальности — туцзя.
С августа 1960 по май 1970 года работал в уезде Луншань учителем, сотрудником коммуны, секретарём и заместителем главы группы политработников ревкома. В июле 1969 года вступил в Коммунистическую партию Китая.
С июня 1970 по декабрь 1977 года — заместитель главы ревкома Луншаня и замсекретаря уездного парткома КПК.
С января 1978 по июнь 1981 года — секретарь уездного парткома КПК Луншаня, с ноября 1978 года одновременно член Постоянного комитета КПК Сянси-Туцзя-Мяоского автономного округа.
С июля 1981 по май 1983 года — вице-губернатор провинции Хунань и член Постоянного комитета парткома КПК провинции.
С июня 1983 по февраль 1990 года — секретарь парткома КПК Сянси-Туцзя-Мяоского автономного округа.
В марте 1990 года занял пост заместителя секретаря парткома КПК провинции Хунань.
В январе 1995 года на 13-й сессии Постоянного комитета Собрания народных представителей провинции Хунань 8-го созыва назначен заместителем губернатора и временно исполняющим обязанности губернатора Хунани. В следующем месяце утверждён в должности на 3-м пленуме СНП провинции 8-го созыва. В октябре 1995 года — заместитель (первый по перечислению) секретаря парткома КПК Хунани по совместительству.
С сентября 1998 по декабрь 2005 года — на высшей региональной позиции секретаря парткома КПК провинции Хунань. С февраля 1999 года совмещал должность председателя Постоянного комитета СНП провинции.
В декабре 2005 года вышел в отставку из региональной политики. С декабря 2005 по март 2008 года занимал должность заместителя председателя Комитета по финансам и экономике Всекитайского собрания народных представителей 10-го созыва.